# Guttipsilopa dianneae
Guttipsilopa dianneae är en tvåvingeart som beskrevs av Wayne N. Mathis 1997. Guttipsilopa dianneae ingår i släktet Guttipsilopa och familjen vattenflugor.
Artens utbredningsområde är Belize. Inga underarter finns listade i Catalogue of Life.